# Simijaca
Simijaca là một khu tự quản thuộc tỉnh Cundinamarca, Colombia. Thủ phủ của khu tự quản Simijaca đóng tại Simijaca Khu tự quản Simijaca có diện tích ki lô mét vuông. Đến thời điểm ngày 28 tháng 5 năm 2005, khu tự quản Simijaca có dân số 8150 người.